# M-Linie (Linz)
| Linie M in der Endstation Weingartshofstraße |                     |                    |                    |
| Spurweite: | 900 mm (Schmalspur) |                    |                    |
| |                     |                    |                    |
| Bedient durch: | Linie M             |                    |                    |
| Eröffnung: | 1914                |                    |                    |
| Stilllegung: | 1968                |                    |                    |
| \| \| \| Weingartshofstraße \| \| \| \| Märzenkeller \| \| \| \| Karl-Wiser-Straße \| \| \| \| Auerspergplatz \| \| \| \| Neuer Dom \| \| \| \| Mozartkreuzung \| \| \| \| Landstraße \| \| \| \| Fadingerstraße \| \| \| \| Eisenhandstraße \| \| \| \| Weißenwolffstraße \| |                     |                    |                    |
| U-Bahn-Kopfbahnhof Streckenanfang |                     | Weingartshofstraße | Weingartshofstraße |
| U-Bahn-Haltepunkt / Haltestelle |                     | Märzenkeller       | Märzenkeller       |
| U-Bahn-Haltepunkt / Haltestelle |                     | Karl-Wiser-Straße  | Karl-Wiser-Straße  |
| U-Bahn-Haltepunkt / Haltestelle |                     | Auerspergplatz     | Auerspergplatz     |
| U-Bahn-Haltepunkt / Haltestelle |                     | Neuer Dom          | Neuer Dom          |
| U-Bahn-Haltepunkt / Haltestelle |                     | Mozartkreuzung     | Mozartkreuzung     |
| U-Bahn-Abzweig geradeaus, nach links und von links |                     | Landstraße         | Landstraße         |
| U-Bahn-Haltepunkt / Haltestelle |                     | Fadingerstraße     | Fadingerstraße     |
| U-Bahn-Haltepunkt / Haltestelle |                     | Eisenhandstraße    | Eisenhandstraße    |
| U-Bahn-Kopfbahnhof Streckenende |                     | Weißenwolffstraße  | Weißenwolffstraße  |

Die Linie M der Straßenbahn Linz bediente als einzige Linie die Straßenbahnstrecke Weingartshofstraße–Weißenwolffstraße. Als Querlinie verkehrte sie nicht auf der Stammstrecke der Linzer Straßenbahnen auf der  Landstraße, sondern querte diese nur bei der Mozartkreuzung. Die Linie M wurde 1914 eröffnet und 1968 zunächst durch eine Autobuslinie ersetzt, später übernahm der Oberleitungsbus Linz die Bedienung.

## Geschichte

### Eröffnung und Verlängerungen
Der erste Abschnitt der  Querlinie M durch die Mozartstraße wurde 28. Juni 1913 konzessioniert und 22. November 1914 eröffnet. Sie verkehrte anfangs von der Waldeggstraße über die Stockhofstraße, Herrenstraße, Rudigierstraße, Mozartstraße zur Weißenwolffstraße und endete etwa vor der Klinik Diakonissen Linz. Sie war die erste und auch einzige Straßenbahnlinie, die quer zur Landstraße verlief.
An der Mozartkreuzung bestanden Gleisanschlüsse zur Landstraße, zwecks Einziehfahrten in die Remisen Urfahr und Kleinmünchen. Die Strecke war zweigleisig mit Ausnahme eines Bereiches in der Rudigierstraße vor der Mozartkreuzung. Dort wurde erst in den 1930er-Jahren durch Verbreiterung der Rudigierstraße ein zweites Gleis errichtet.
Im Jahre 1919 wurde Strecke im Osten bis zur Garnisonstraße verlängert. 1932 erfolgte die bereits 1918 konzessionierte Verlängerung im Westen von der Waldeggstraße über die Handel-Mazzetti-Straße bis zur Weingartshofstraße. Dort bestand ab deren Eröffnung Anschluss an die Oberleitungsbuslinie auf den Froschberg. Für eine Weiterführung bis zum Hauptbahnhof wäre eine Querung des (in Folge ihrer Einbeziehung in den Hauptbahnhof abgetragenen) Streckenteils der Linzer Lokalbahn zum Lokalbahnhof in der Coulinstraße erforderlich gewesen.

### Betrieb

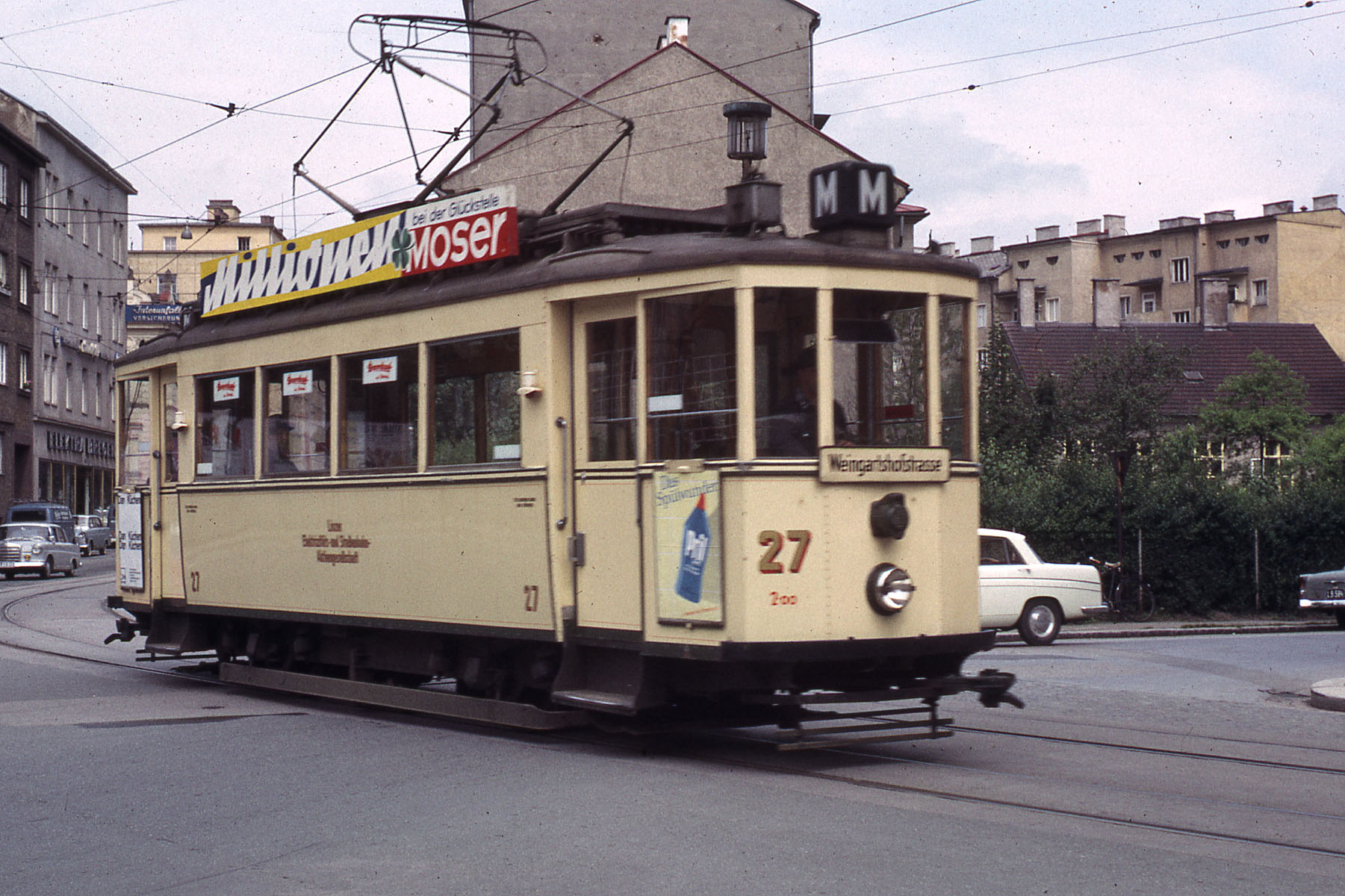
Ein Solotriebwagen in der Stockhofstraße bei der Tegetthoffstraße (1965)

Die Linie M wurde anfangs mit Solotriebwagen und auch mit einem Beiwagen geführt, nach dem Zweiten Weltkrieg durchwegs nur mehr mit Solotriebwagen. Vor der Einstellung fuhr hier stets das älteste noch in Betrieb befindliche Wagenmaterial. In der Hauptverkehrszeit gab es zusätzlich Einschubzüge zwischen Mozartkreuzung und Weißenwolffstraße.
Die Querlinie M diente als Verbindung der Innenstadt mit dem Allgemeinen Krankenhaus sowie dem Neustadt- und Stockhofviertel.

### Stilllegung
Aufgrund des stärker werdenden motorisierten Individualverkehrs und der Eröffnung des Römerbergtunnels und damit der Westtangente als neue Verkehrsachse, wurde die Straßenbahn als Hindernis empfunden. Außerdem wäre für einen zukünftigen Betrieb mit modernen Einrichtungswagen an beiden Endstellen eine Schleife zu errichten gewesen. Dazu sahen die damaligen Entscheidungsträger aus Platzgründen keine Möglichkeit, obwohl objektiv betrachtet durchaus eine Schleifenführung um einen Häuserblock machbar gewesen wäre.
Am 9. März 1968 fand die letzte Fahrt der Straßenbahnlinie M unter zahlreicher Teilnahme der Bevölkerung mit einem geschmückten Triebwagen statt. Die Straßenbahn wurde durch die gleichnamige Autobuslinie, die nicht in der Handel-Mazzetti-Straße endete, sondern bis zum Hauptbahnhof fuhr, ersetzt. Die Strecke wurde in den folgenden Jahren abgetragen.

### Autobus- und Oberleitungsbusbetrieb

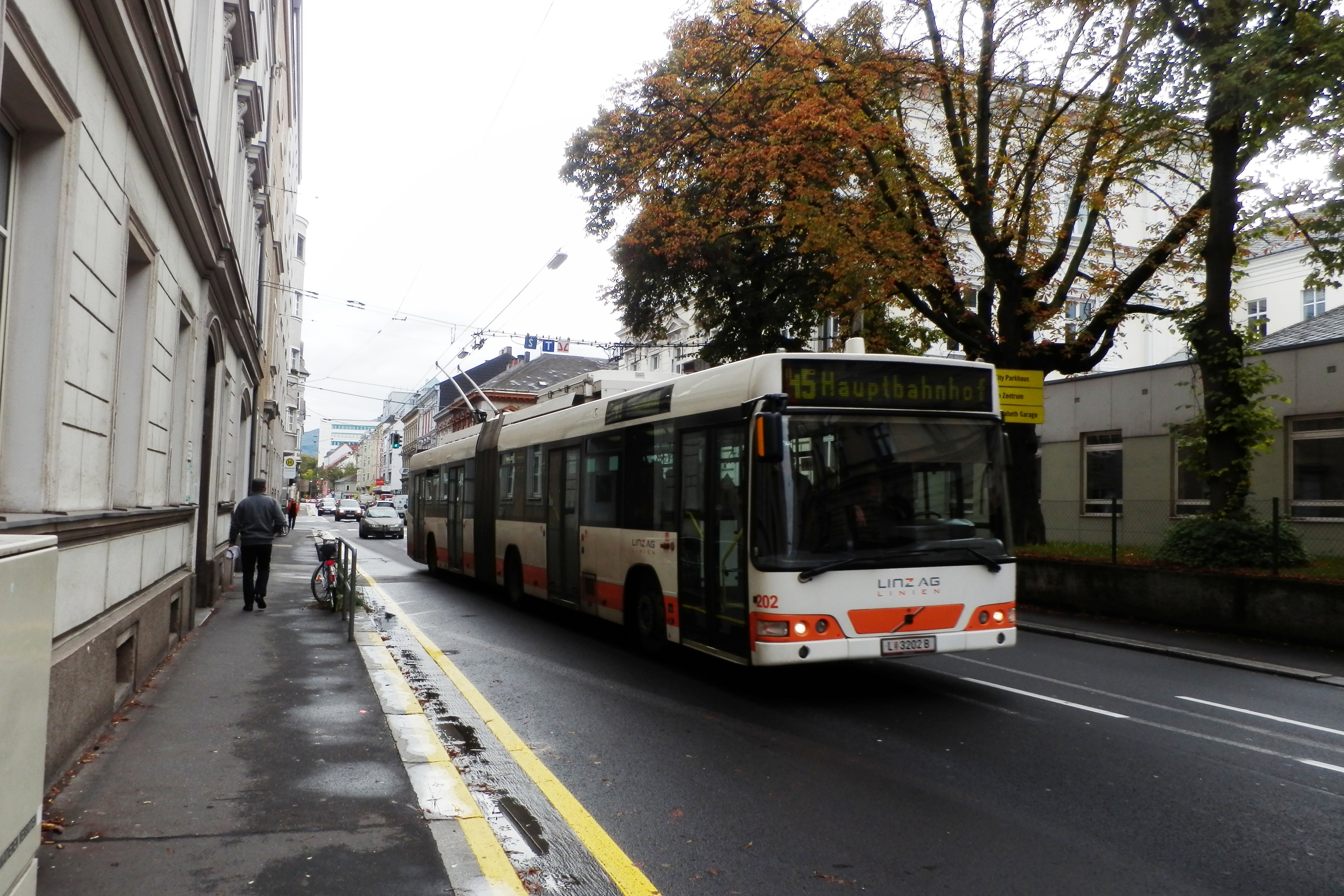
Heute fährt der Oberleitungsbus durch die Mozartstraße

Die Autobuslinie M (Hauptbahnhof–Garnisonstraße) wurde mit Einführung des neuen Nummernschemas im Jahre 1974 in Linie 20 umbenannt. Später erfolgte die Einführung der Linie 21 (Hauptbahnhof–Hafen). 1991 wurde die Linie 21 auf Oberleitungsbusbetrieb umgestellt und die Linie 20 eingestellt. 2002 erfolgte eine Umstrukturierung der Oberleitungsbuslinien: Die Linie 21 wurde durch die neuen Linien 45 (Hauptbahnhof–Stieglbauernstraße über Mozartkreuzung) und 46 (Froschberg–Hafen) ersetzt. Die Strecke Hauptbahnhof-Waldeggstraße-Stockhofstraße wurde aufgelassen; die Linien 45 und 46 bedienen eine neu errichtete Strecke über den Volksgarten und die Coulinstraße zur Stockhofstraße. Die auf dem alten Streckenabschnitt an der Kreuzung Waldeggstraße/Stockhofstraße befindliche Haltestelle Märzenkeller (benannt nach dem bis in die 1970er Jahre bestehenden großen gleichnamigen Gasthaus am Anfang der Bockgasse) wurde ersatzlos aufgelassen.

### Sonstiges
Heute erinnert das in der Stockhofstraße befindliche Gasthaus Tramway an die ehemalige Verbindung, das mit einigen Devotionalien der Linie M eingerichtet ist. Auch wurden vielerorts die Gleise nicht entfernt, sondern lediglich zuasphaltiert, sodass sie z. B. beim Neuen Dom und am Auerspergplatz durch die Abnützung des Straßenbelags gelegentlich sichtbar werden, außerdem sind an alten Hausfassaden vereinzelt noch Oberleitungsrosetten der Straßenbahn vorhanden.